# Folie (maison de plaisance)
Pour les articles homonymes, voir Folie (homonymie).
Ne doit pas être confondu avec Fabrique de jardin.
 (juillet 2015).
Si vous disposez d'ouvrages ou d'articles de référence ou si vous connaissez des sites web de qualité traitant du thème abordé ici, merci de compléter l'article en donnant les références utiles à sa vérifiabilité et en les liant à la section « Notes et références ».
 (juillet 2025).

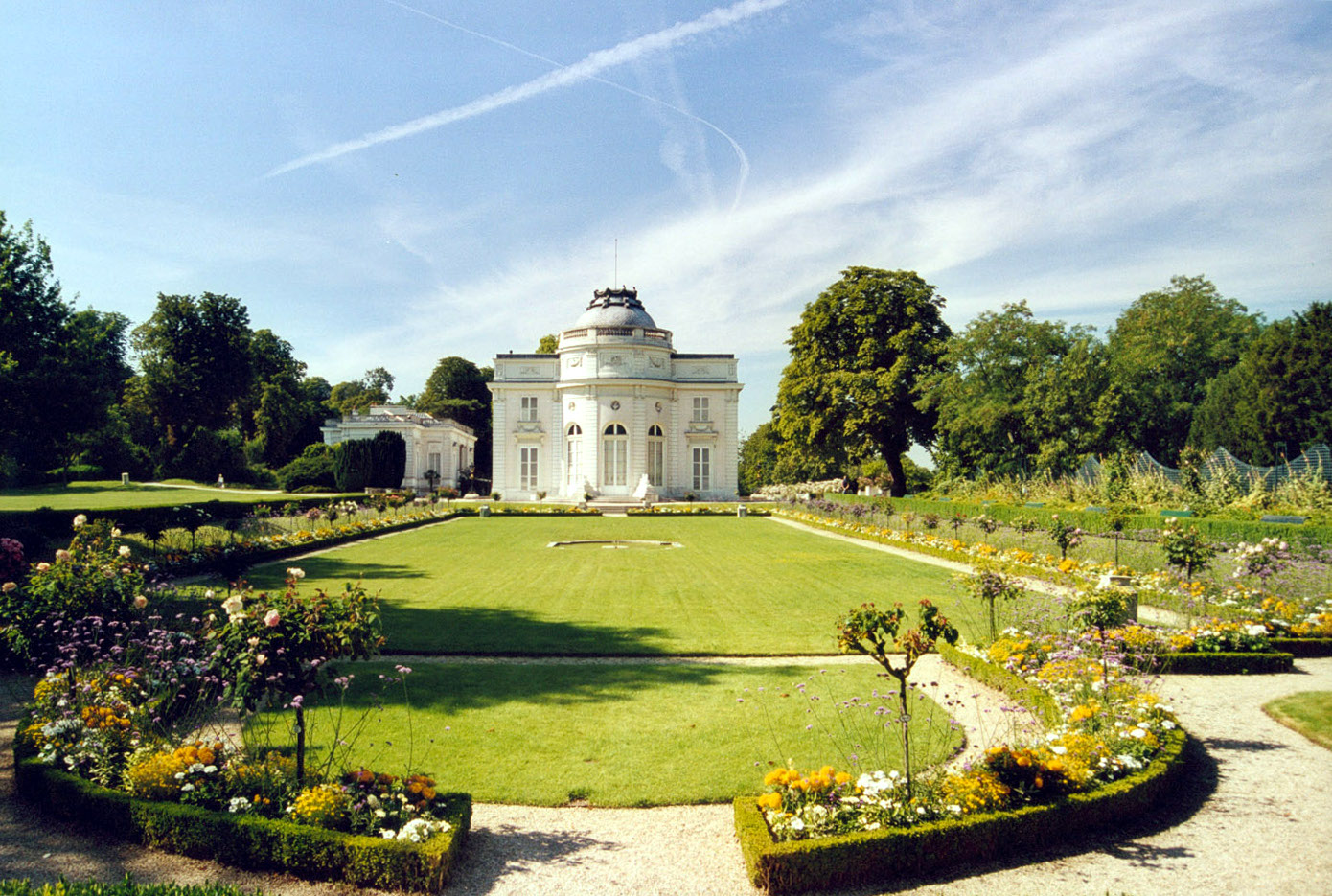
La folie d'Artois dessinée par François-Joseph Bélanger dans le parc de Bagatelle, XVIIIe siècle.

Une folie est une maison de villégiature ou de réception construite à partir du XIVe siècle et principalement au XIXe siècle par l'aristocratie ou la bourgeoisie aisée en périphérie des villes. Initialement isolées dans la campagne, les folies furent rejointes ultérieurement par l'urbanisation extensive. Elles ont précédé les résidences de week-end bourgeoises et les villas de vacances. Les folies connurent une diffusion d'autant plus grande que l'attrait romantique des bords de mer et de la montagne se combinait avec les possibilités nouvelles de transport du XIXe siècle.
Par extension, l'appellation « folie » a été utilisée pour des résidences princières (ou non) en fonction de leur extravagance architecturale ou du caractère déraisonnable de leur situation ou de leur usage. Le terme est finalement devenu le nom de la petite villa de lotissement de vacances.
Un concept assez voisin (mais en général de dimensions plus modestes) est celui de fabrique de jardin , des constructions (parfois habitables) disséminées dans un grand parc et pouvant prendre les styles les plus éclectiques comme dans le parc dit du Désert de Retz (à Chambourcy dans les Yvelines) où l' on trouve des pavillons en forme de colonne tronquée, de tente tartare, de pyramide ou de temple antique.
Les maisonnettes paysannes du Petit Trianon, où Marie-Antoinette d'Autriche jouait à la fermière avec ses dames de cour, relèvent du même concept.

## Étymologie
Pour Furetière : « Il y a […] plusieurs maisons que le public a baptisées du nom de la folie, quand quelqu'un y a fait plus de dépenses qu'il ne pouvait, ou quand il a bâti de quelque manière extravagante » ; mais Littré s'oppose à cette définition en trouvant, dans les textes du Moyen Âge, foleia quae erat ante domum, et domum foleyae, et folia Johannis Morelli. Littré y voit une altération du mot feuillie ou feuillée : l'abri de feuillage où chacun pouvait vivre un moment en toute discrétion. C'est aussi l'avis du Robert historique d'Alain Rey : « altération de feuillée ; en picard foillie » ; le mot apparaît en 1185 dans des noms de lieux.

## Fonction et usage des folies

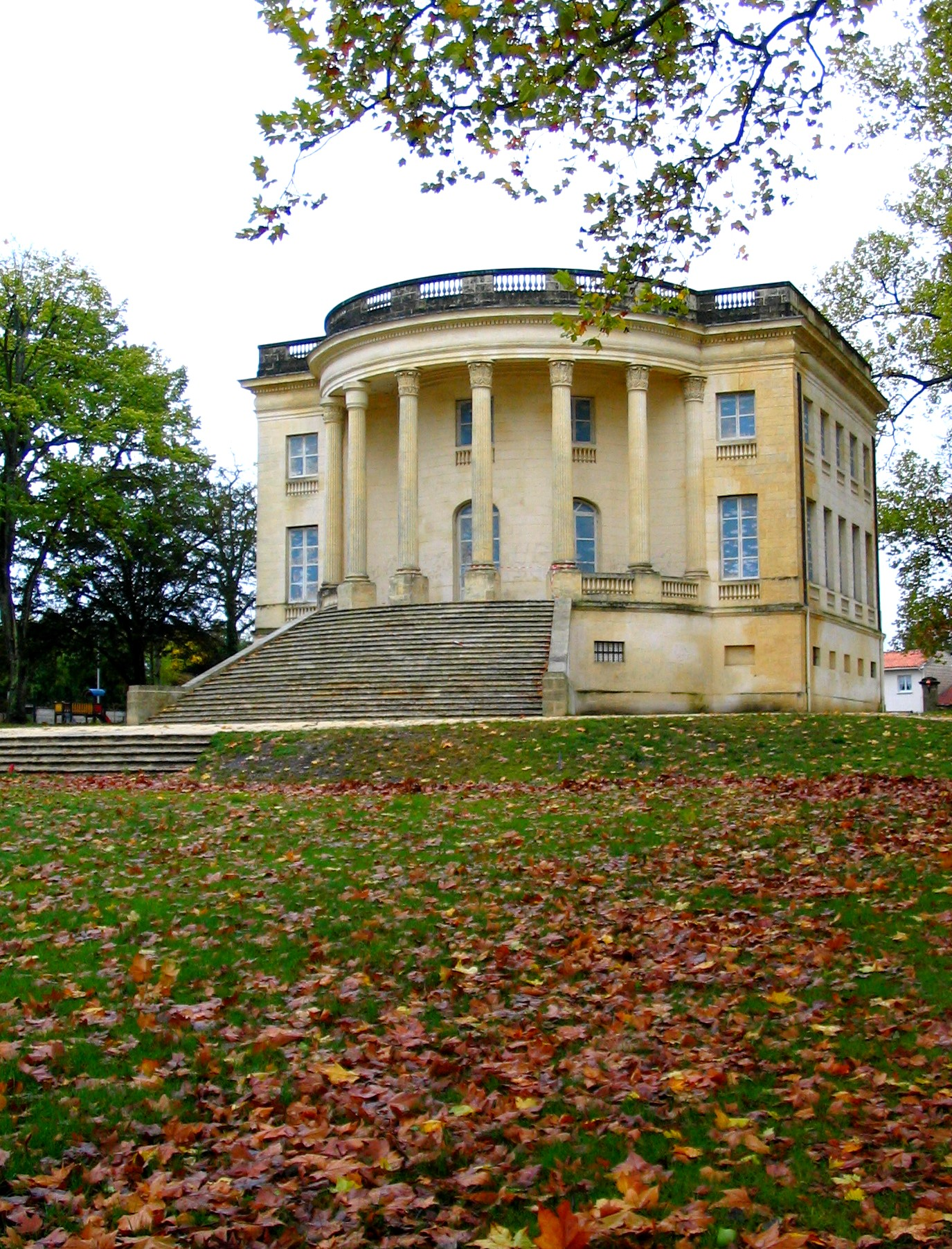
Château Peychotte, 1785-1789, Gironde.

Les folies furent initialement des constructions inspirées des palais d'été de l'aristocratie de la Renaissance italienne. Le modèle palladien fut adapté à des domaines et des fortunes bourgeoises et donna des édifices péri-urbains implantés dans des sites naturels. Leur source se situe vraisemblablement dans l'image des terroirs viticoles de Bourgogne et de la vallée de la Loire, avec leurs châteaux et leurs domaines historiquement réputés.

### XVIIIesiècle
Dans le Bordelais, les folies sont la marque construite apposée par un riche propriétaire sur son domaine viticole (Maison carrée d'Arlac) ; dans le Languedoc, les folies de Montpellier affichent la même conception de la notabilité et de ses symboles.
Contrairement à leur modèle italien, ces édifices furent conçus pour un usage temporaire, en complément de l'hôtel particulier urbain, plus proche des cercles de pouvoir. Certaines ne comportaient même pas de cheminées, attestant d'un usage épisodique réservé à la belle saison. L'architecture des folies, légère et délicate, contrastait avec l'austérité des hôtels urbains.
L'usage affiché de ces édifices était le divertissement : réceptions, salons de musique ou cercles de rencontres. La distribution, compacte, limitait les enfilades de l'époque précédente et privilégiait les pièces essentielles, reprenant les fonctions de l'étage noble : salon de bal, galerie pour les musiciens, chambres et boudoirs. La décoration était aussi raffinée que luxueuse.
Les jardins sont très soignés et derrière leur désordre apparent, lié aux compositions symboliques du jardin anglais — la Nature et sa puissance — dont la mode a succédé à celle du jardin français, on trouve des îles de magnolia, des cavernes en mousse, des kiosques chinois, de petits temples, et autres fabriques de jardin (comme la folie Saint-James, que Claude Baudard de Saint-James fit construire face à Bagatelle pour se poser en rival du comte d'Artois).

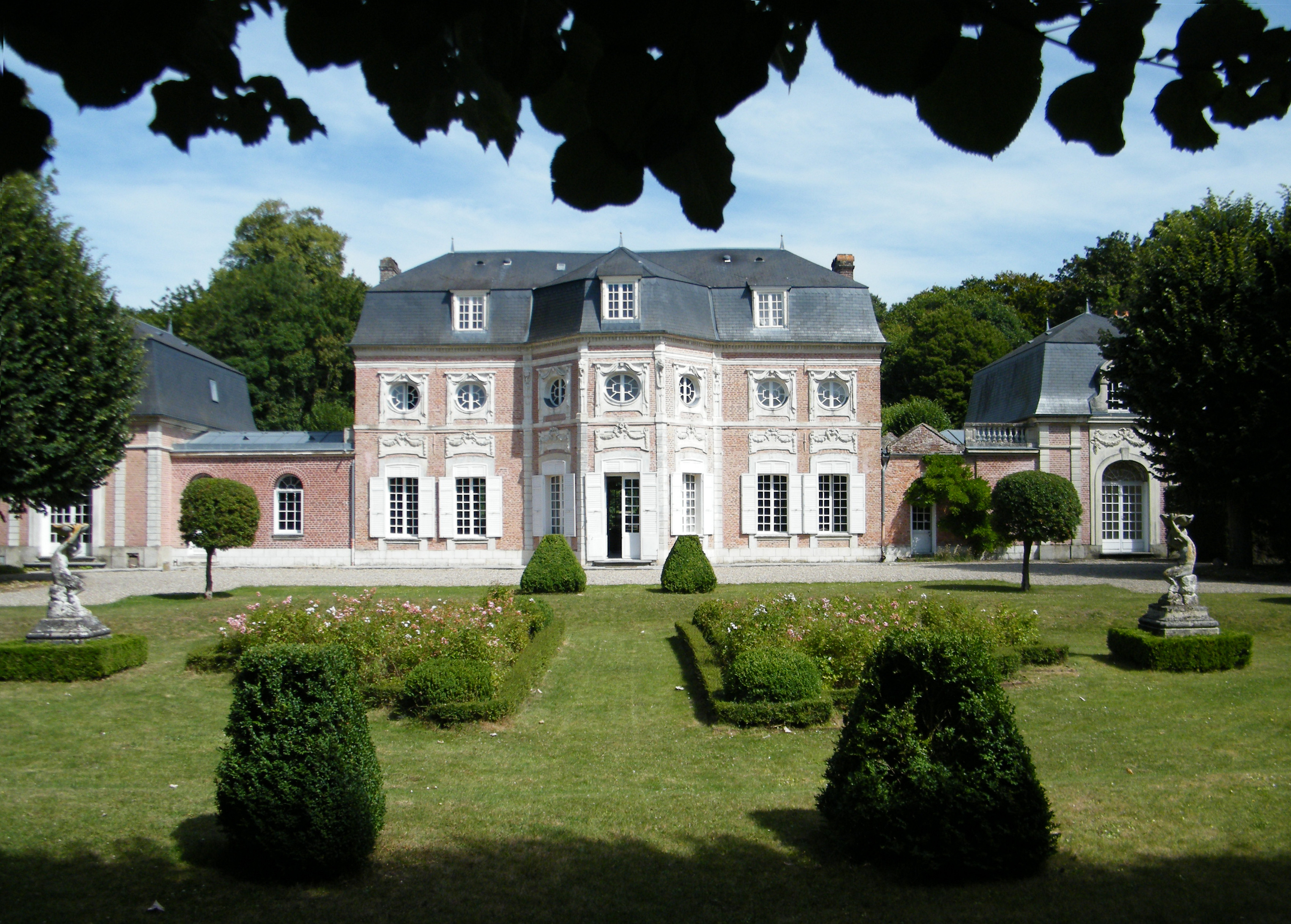
Château de Bagatelle, Abbeville.

Une autre folie de Bagatelle fut construite, en 1753, à Abbeville, en Picardie, pour le manufacturier Van Robais. Il s'agit d'une construction en brique qui n'a ni fondations ni cave, dotée à l'origine d'un toit plat « en terrasse » ou « à l'italienne » (comme ceux du château de Versailles et des Trianons) ; elle fut vantée par Michel-Jean Sedaine dans l'un de ses poèmes. Elle est disposée « en lanterne » et fut surélevée d'un étage en 1763. Au début du XIXe siècle, elle fut dotée d'un toit à la Mansart.
Le comble de la « folie », nous dit l’Encyclopédie universelle, « sont les baraques féeriques de Versailles : constructions légères, en bois, enlevées aussitôt qu'élevées, à l'occasion des bals de la reine ». Elles recréaient, avec les fontaines, les étapes d'un parcours rappelant la carte de Tendre du jardin modèle du XVIIe siècle.

### XIXesiècle
Le XIXe siècle, emporté par la vague romantique et réagissant à la Révolution industrielle, construisit de nombreuses folies, pavillons originaux parfois dotés d'observatoires ou de laboratoires, et abritant des bibliothèques ou des collections.
Toutes ne furent pas de style néo-classique. Suivant le goût de l'époque, on vit apparaître des castels. Certaines sont totalement extravagantes (le mot était d'ailleurs attaché, aux XVIIe et XVIIIe siècles à « folle dépense ») et dépassent l'imagination par leur extrême singularité.
Quelques-unes portent encore de nos jours le nom du premier propriétaire ou celui du lieu où elles ont été construites comme la folie Beaujon, la folie Méricourt, la folie Saint-James, la folie d'Artois…

#### XXesiècle
L'architecte concepteur du parc de la Villette (établi sur l'emplacement des anciens abattoirs de la Villette), le suisse Bernard Tschumi, revisite en 1983 le concept de folie en disséminant dans le parc 27 constructions dénommés "folies de Tschumi," laquées en rouge vif et dédiées à des activités didactiques ou culturelles, ou de simple ornement. Les Folies de Tschumi sont toutefois plus proches de fabriques de Jardin par leurs dimensions et le caractère purement ornemental de certaines de ces constructions.

## Folie et libertinage
Même si cet aspect ne fut pas prépondérant, ces édifices, généralement isolés dans le feuillage, à l'écart de la ville, se prêtaient à accueillir des maîtresses de l'Ancien régime, puis des demi-mondaines affichant cette (fausse) noblesse que l'on s'attribua aisément après le Second Empire. Les folies construites à cet usage affichent généralement une décoration plus chargée et se regroupent dans des quartiers particuliers : à Paris, ce sont les quartiers Clichy-Pigalle ou l'axe Picpus-avenue de Saint-Mandé, proche du bois de Vincennes.
À l’extérieur, ces folies sont parfois sobres et élégantes. Sur le plan pratique, elles épousent à la perfection cette destination de réunions galantes. À l’intérieur, les petites pièces répondent au besoin d’intimité, beaucoup de salons, recoins, boudoirs, alcôves, bains. La décoration est très recherchée (boiseries, ameublement fastueux).

« On donnait, au siècle dernier, le nom de “folie” à un certain nombre d'asiles plus ou moins mystérieux, où l'on croyait avoir fixé le plaisir pour en avoir banni les bienséances, et dans lesquels on allait se cacher, comme la Galatée de Virgile, en prenant ses précautions pour être vu. On avait d'abord appelé ces lieux de plaisance des petites maisons ; c'était sous la Régence. Plus tard, et avec plus de raison, on les baptisa folies, soit parce qu'ils se prêtaient à pas mal de folies, soit parce qu'on avait consacré des sommes folles à leur construction ou à leur ameublement. La Folie Méricourt, la Folie Saint-James, la Folie Genlis, la Folie de Chartres (Monceaux), la Folie Richelieu, la Folie Beaujon sont restées célèbres. Le plus souvent une folie n'était qu'une habitation de plaisance, ce que nous appellerions aujourd'hui une maison de campagne. Telle était la Folie Regnault, sur l'emplacement de laquelle ont été bâties les prisons des Jeunes détenus et de la Roquette. »

— Pierre Larousse, Grand dictionnaire universel du XIXe siècle, 1872.